# Zoantharia (ordre)
Cet article traite de l'ordre Zoantharia Gray, 1832. Pour Zoantharia de Blainville, 1830, voir Hexacorallia.
Ordre
Les Zoantharia sont un ordre de cnidaires de la sous-classe des Hexacorallia, appelés « zoanthides ». Ce clade se substitue en partie au clade obsolète des Zoanthidea.

## Description et caractéristiques
Ce sont de petits polypes arrondis et sans squelette dur, en général coloniaux et qui vivent souvent en association avec d'autres cnidaires. Ils sont généralement pédonculés et terminés par un disque tentaculaire rond, mais certaines espèces coloniales forment une masse perforée. Ils contiennent dans leur tissu des phycotoxines dont la palytoxine, le plus toxique des poisons organiques. Contrairement aux apparences, ce ne sont ni des anémones de mer ni des coraux proprement dits, mais constituent leur propre ordre de cnidaire hexacoralliaires.

## Liste des sous-ordres et familles
Selon World Register of Marine Species (29 janvier 2021) :
- famille Abyssoanthidae Reimer & Fujiwara in Reimer, Sinniger, Fujiwara, Hirano & Maruyama, 2007
- sous-ordre Brachycnemina
  - famille Neozoanthidae Herberts, 1972
  - famille Sphenopidae Hertwig, 1882
  - famille Zoanthidae Rafinesque, 1815
- sous-ordre Macrocnemina
  - famille Epizoanthidae Delage & Hérouard, 1901
  - famille Hydrozoanthidae Sinniger, Reimer & Pawlowski, 2010
  - famille Microzoanthidae Fujii & Reimer, 2011
  - famille Nanozoanthidae Fujii & Reimer, 2013
  - famille Parazoanthidae Delage & Hérouard, 1901

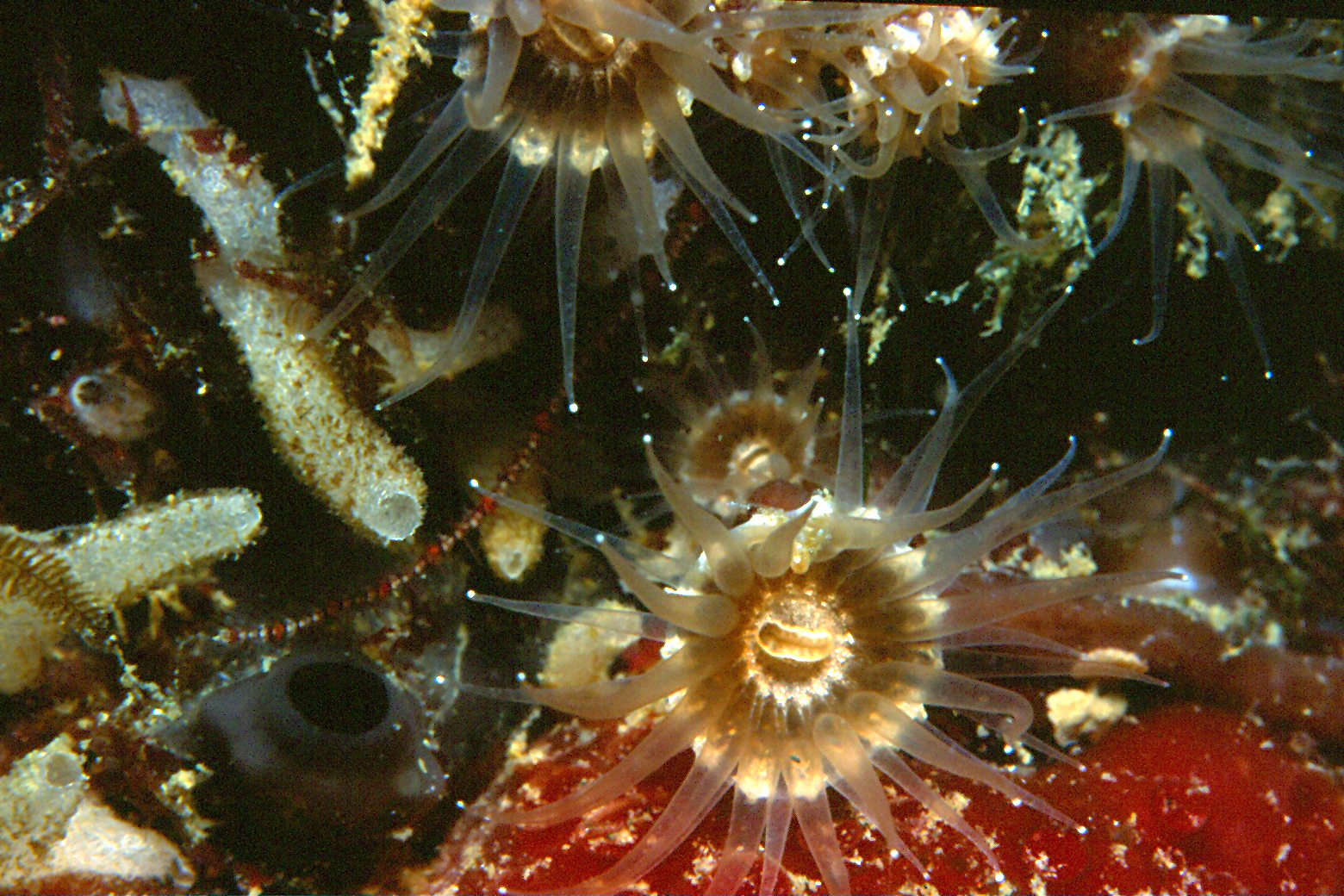
Epizoanthus arenaceus (Epizoanthidae)
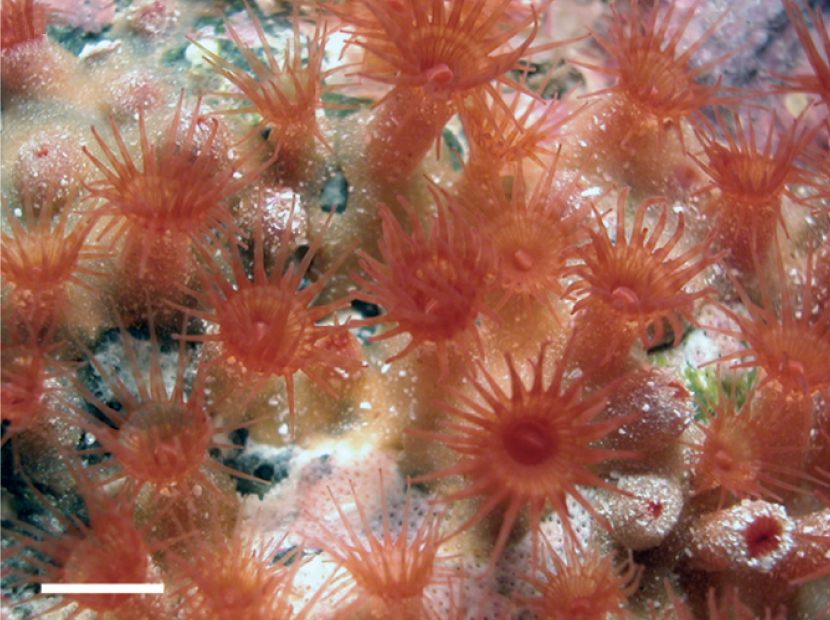
Terrazoanthus onoi (Hydrozoanthidae)
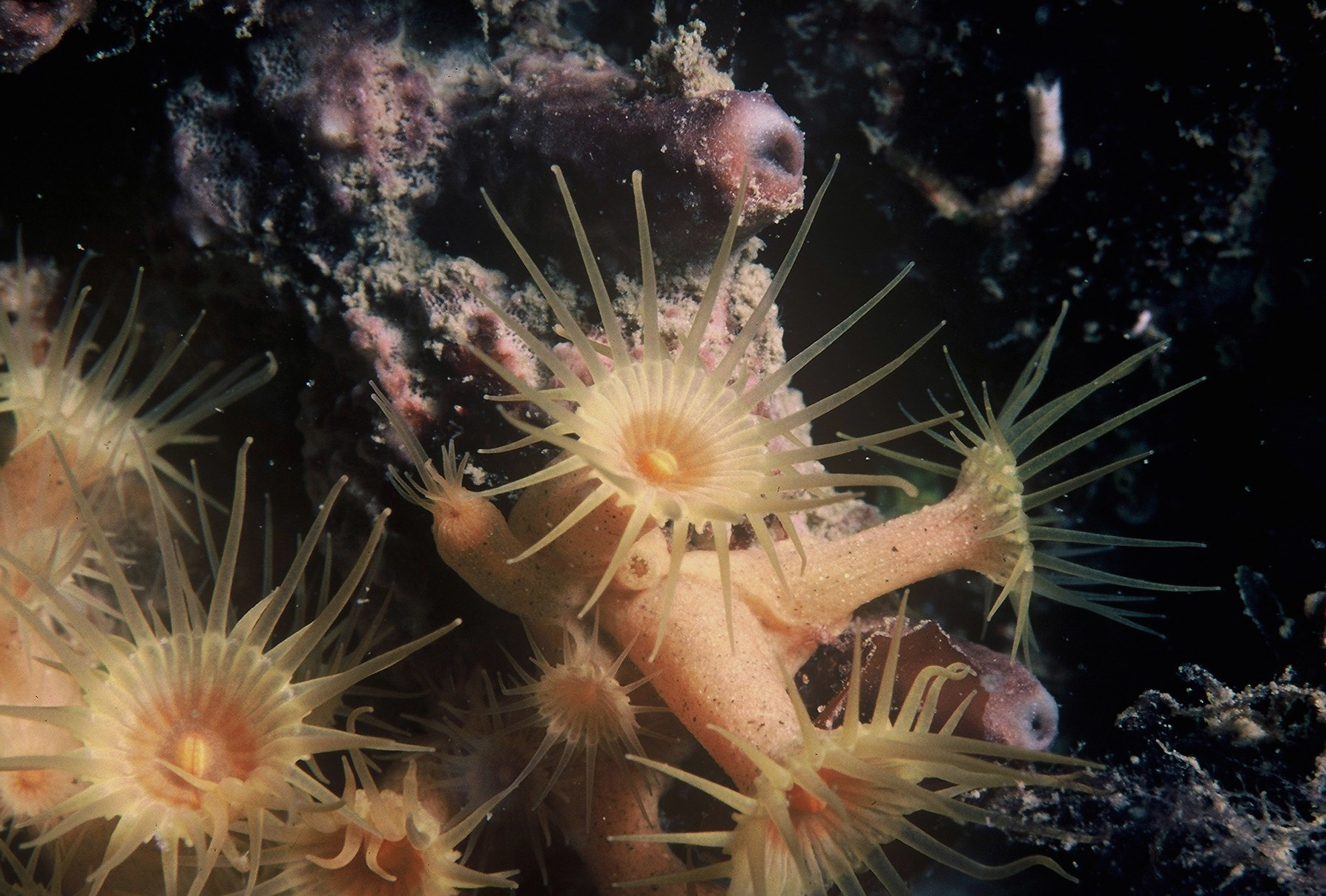
Parazoanthus axinellae (Parazoanthidae)
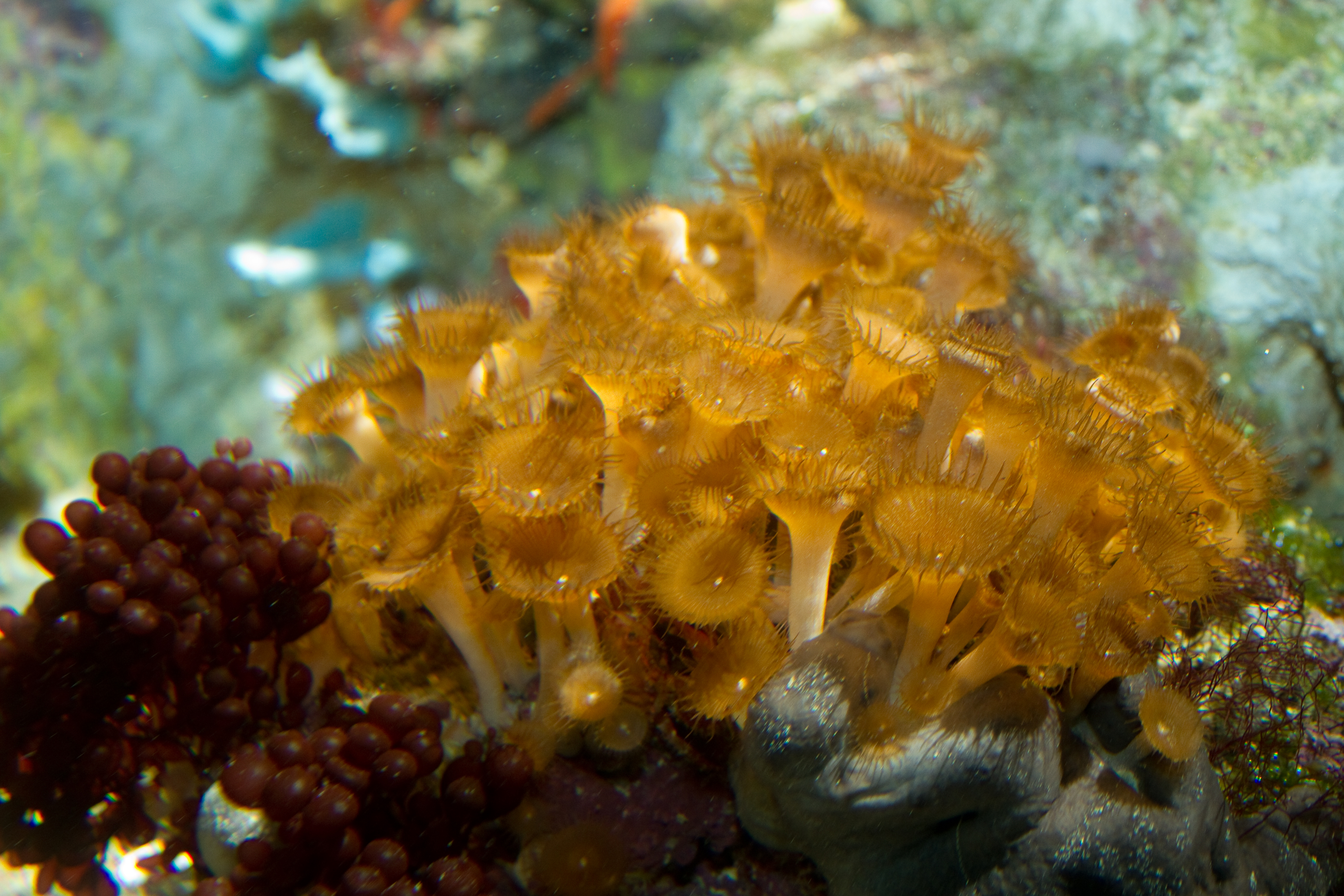
Palythoa variabilis (Sphenopidae)
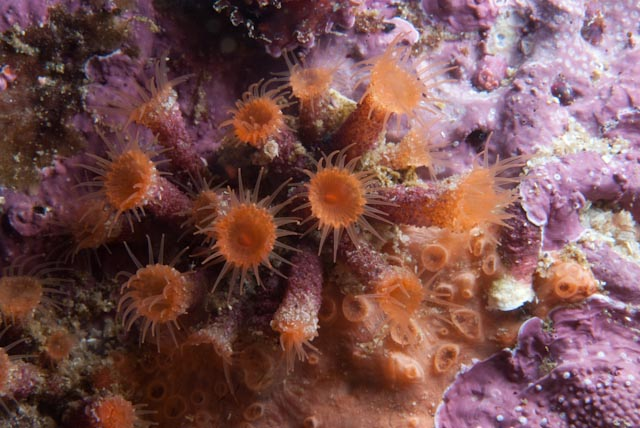
Isozoanthus capensis (Zoanthidae)